# Mark Akenside
Mark Akenside (ur. 9 listopada 1721 w Newcastle, zm. 23 czerwca 1770 w Londynie) – angielski poeta i lekarz.
Urodzony w Newcastle, początkowo studiował teologię, następnie medycynę. Jego najwcześniej opublikowane utwory to The Virtuoso, in imitation of Spenser's style and stanza (1737) i A British Philippic, occasioned by the Insults of the Spaniards, and the present Preparations for War (1738).
Po ukończeniu medycyny został w 1740 r. członkiem The Medical Society of Edinburgh (Towarzystwa Medycznego Edynburga). W tym samym roku wydał Ode on the Winter Solstice, po roku przeniósł się do Newcastle. W 1743 roku, w Londynie, zaoferował wydawcy, księgarzowi i pisarzowi Robertowi Dodsleyowi sprzedaż rękopisu swego poematu dydaktycznego The Pleasures of Imagination. Tylko dzięki rekomendacji Alexandra Pope dzieło ukazało się w styczniu następnego roku - zostało dobrze przyjęte. Jeszcze w 1744 r. Akenside opuścił Anglię, aby w Leiden zdać dyplomowy egzamin lekarski. Tytuł jego dysertacji to De ortu et incremento foetus humani (O szkielecie i wnętrznościach ludzkiego płodu). Po powrocie do Anglii bezskutecznie usiłował rozpocząć praktykę lekarską w Northampton. Opublikował list atakujący polityka Williama Pulteneya, Epistle to Curio, zarzucający mu zdradę ideałów liberalnych. W 1745 zaś wydał tomik Odes on Several Subjects, a rok później jeden ze swych najbardziej cenionych utworów - Hymn to the Naiads.
Jego kariera medyczna zaczęła się w tym momencie rozwijać - kontynuował studia w Cambridge, został członkiem The Royal College of Physicians (Królewskiego Kolegium Lekarzy), prowadził wykłady i odczyty. W 1759 został naczelnym lekarzem szpitala Christ's Hospital w Londynie - zarzucano mu jednak nieprzyjemny stosunek do uboższych pacjentów, co stanęło na przeszkodzie do dalszych sukcesów. 
Po wstąpieniu Jerzego III na tron, Akenside zmienił swe dotychczasowe poglądy polityczne, zwracając się w stronę torysów. Dzięki temu został wyznaczony na nadwornego lekarza królowej.
Akenside zmarł w swym londyńskim domu przy Burlington Street, gdzie spędził ostatnich dziesięć lat życia. Wszystkie swe dzieła i majątek pozostawił swemu długoletniemu przyjacielowi, Jeremiahowi Dysonowi, który wydał jego zebrane poezje w 1772 - tom zawierał zrewidowaną wersję The Pleasures of Imagination, nad którą Akenside pracował na krótko przed śmiercią.

## Dzieła
Poezja:
- A British Philippic, 1738
- An Epistle to Curio, 1744
- The Pleasures of Imagination, 1744
- Friendship and Love. A Dialogue, 1745
- Odes on Several Subjects, 1745
- An Ode to the Right Honourable the Earl of Huntingdon, 1748
- An Ode to the Country Gentlemen of England, 1758
- An Ode to the Late Thomas Edwards, 1766